# Astragalus ervoides
Astragalus ervoides es una especie de planta del género Astragalus, de la familia de las leguminosas, orden Fabales.

## Distribución
Astragalus ervoides se distribuye por México (Colima, Durango, Guanajuato, Jalisco, Michoacán, Nayarit, Sinaloa).

## Taxonomía
Fue descrita científicamente por Hook. & Arn. Fue publicado en Botany of Captain Beechey's Voyage 417 (1840).
Sinonimia
- Astragalus ervodes (Hook. & Arn.) Kuntze
Astragalus tepicus Sheld.
Astragalus hookerianus D. Dietr.
Astragalus apertus Sheld.